# Mickey Mouse Revue
Mickey Mouse Revue (en español: Revista de Mickey Mouse) fue una atracción ubicada en Walt Disney World desde 1971 hasta 1980 y en Tokyo Disneyland desde 1983 hasta 2009. La atracción consistía en un espectáculo musical compuesto por varias figuras animatrónicas en el que Mickey Mouse actuaba como director de orquesta, representando el resto de imágenes a varios personajes de diversas películas de la factoría Disney.

## Historia

### Contexto
Art Linkletter, destacada personalidad de la radio y la televisión, había aconsejado a Walt Disney no abrir un segundo parque de atracciones recalcando que el parque ya existente, Disneyland, era algo único en el mundo como la Torre Eiffel o la Gran Esfinge de Guiza; Disney sin embargo seguía firme en su intención de construir otro parque temático, aunque aseguró a Linkletter que no replicaría Disneyland sino que incluiría un contenido diferente manteniendo a su vez el espíritu del parque original. Los responsables de Walt Disney Imagineering contaban para este segundo parque con los fondos y el espacio suficientes para implementar todas las mejoras de las que carecía Disneyland, las cuales fueron advirtiendo con el paso de los años, si bien las variaciones efectuadas terminarían por suponer un cambio considerable entre ambos parques; se proyectaron en principio recorridos oscuros (en inglés: dark rides) para la bella durmiente y el jinete sin cabeza, pero la preocupación por el vertiginoso aumento de los costes obligó a desechar esta idea y, en su lugar, rediseñar algunos de los dark rides ya presentes en Disneyland, como Peter Pan's Flight, Mr. Toad's Wild Ride y Snow White's Enchanted Wish. Irónicamente las versiones de Walt Disney World terminarían costando mucho más que las de Disneyland, aparte de que un considerable número de visitantes que habían visto las atracciones originales apenas notó la diferencia entre unas y otras.
Pese al inconveniente del presupuesto, el 1 de octubre de 1971, día en que el parque abrió sus puertas, se inauguró una atracción completamente nueva la cual estaba destinada a ser el evento insignia del parque: Mickey Mouse Revue. Esta atracción, ubicada en Fantasyland (Magic Kingdom), debutó en la categoría E, la más alta del parque, con un precio de $0,90 para adultos y $0,80 para niños, si bien en 1973 sería degradada a la categoría D (las atracciones estuvieron divididas en categorías de la A a la E entre 1959 y 1982 en Disneyland y entre 1971 y 1982 en Walt Disney World, siendo la categoría E la más prestigiosa). Inicialmente el espectáculo iba a llamarse Mickey Mouse Musical Revue, nombre que llegó a aparecer en los primeros pósteres y que permaneció en el cortometraje que se proyectaba antes de la función, si bien el show terminaría por ser conocido simplemente como Mickey Mouse Revue.

### Creación

Figuras animatrónicas de Mickey Mouse y la orquesta.

La atracción, una de las más complejas del mundo en su momento, se hallaba compuesta por un total de 81 figuras animatrónicas, todas pertenecientes a la marca registrada en 1967 Audio-Animatronics, usada comercialmente por Disney por primera vez en 1961 y presentada como marca en 1964. Las imágenes, ubicadas en un escenario de aproximadamente 26 metros de largo, poseían diferentes tamaños, midiendo la más pequeña 30 cm (el lirón de Alice in Wonderland) y la más grande 182 cm (Baloo). Pese a haber 81 figuras, el número de personajes representados se reducía a 74 puesto que uno se hallaba repetido una vez (Cenicienta) y tres dos veces (el Pato Donald, Panchito Pistolas y José Carioca). Estaba previsto que apareciesen en el espectáculo los personajes de Pinocho, Geppetto, Morty y Ferdie, el Oso Humphrey, Horacio, Clara Cluck y el lobo feroz de Three Little Pigs (1933), si bien todos ellos terminarían siendo suprimidos durante la fase de revisión, aunque se mantuvo al lobo, de quien únicamente aparecía la silueta durante el espectáculo, y a Pinocho, quien junto al lobo hacía acto de presencia al final del acto previo a la función. Así mismo, el número musical incluía varias canciones populares de películas de la factoría Disney, aunque las mismas no procedían directamente de la banda sonora de los filmes sino que consistían en versiones redobladas en las que no se trató de igualar las voces originales, siendo las mismas obra del compositor Buddy Baker.
En la edición del 31 de diciembre de 1962 de la revista Newsweek, Walt Disney promocionó Audio-Animatronics como un nuevo sistema de animación en tres dimensiones además de anunciar la construcción de la atracción The Enchanted Tiki Room en Disneyland; ya en aquel entonces Walt tenía planeado un espectáculo en el que estarían «todos los personajes Disney, de modo que todos puedan verlos […] tengo en mente un teatro, y las figuras no solo montarán el show sino que estarán sentadas en los palcos con los visitantes, abucheando. No sé cuándo lo haré». Casi 10 años después, Bill Justice, responsable de Walt Disney Imagineering, concibió Mickey Mouse Revue (Justice ya tenía experiencia en el campo de la animatrónica al haber sido uno de los programadores originales de la atracción de Disneyland Pirates of the Caribbean). Para comienzos de la década de 1970, Walt Disney Imagineering había llevado a cabo importantes logros en el mundo de los parques temáticos, si bien, de acuerdo con Bill, la empresa parecía estar alejándose de sus raíces ya que atracciones como Pirates of the Caribbean habían supuesto un enorme éxito pero tenían muy poco o nada que ver con los orígenes de la empresa.
Una vez comenzadas las labores de construcción del parque, con el fin de recordar los inicios de la compañía a la vez que honrar la memoria de Disney (fallecido en 1966), Justice procedió a elaborar el diseño de una nueva atracción en la que el personaje estrella de la factoría, Mickey Mouse, sería el protagonista, disponiendo también que varios personajes de las películas más importantes de la empresa participasen en el espectáculo. Una vez terminado el diseño, Bill trasladó sus modelos al papel mediante la elaboración de figuras a escala 1:40, contando el conjunto al completo con unas dimensiones de aproximadamente 45 cm de largo y 9 cm de alto (esta maqueta serviría tanto para la ejecución final del proyecto como para la experimentación con diversas escenas). Una vez se llegó a la versión definitiva, Justice reclutó a algunos de los mejores escultores y junto con ellos construyó un teatro en miniatura con un escenario de entre tres y cuatro metros de largo. Blaine Gibson, artista de Walt Disney Imagineering, esculpió con ayuda de sus asistentes todas las figuras a escala 1:10 siguiendo fielmente los diseños de Bill; finalizado el proceso se pudo comprobar que todos los elementos de la escenografía (luces, cortinas y audio) funcionaban a excepción de las propias figuras. Justice notificó a sus superiores sobre el proyecto y estos pidieron a Roy Disney que examinase los resultados; tras observar la maqueta, Roy felicitó a Bill con las siguientes palabras: «Este es el tipo de espectáculo en el que deberíamos gastar nuestro dinero».

### Clausura
Mickey Mouse Revue estuvo operativo en Walt Disney World desde su inauguración en 1971 hasta el 14 de septiembre de 1980, tras lo cual se procedió a su clausura y desmantelamiento. Uno de los motivos para su desinstalación fue que en la década de 1970 los representantes de The Oriental Land Company comenzaron a inspeccionar Disneyland y Walt Disney World con el fin de escoger las atracciones que se replicarían en Tokyo Disneyland, siendo Mickey Mouse Revue una de las elegidas. Sin embargo, realizar copias de todas las figuras animatrónicas hubiera supuesto una elevada inversión, por lo que se decidió enviar la atracción original a Tokio ya que esta era la opción más económica, acontecimiento que convirtió a Mickey Mouse Revue en la primera y única atracción de un parque temático de Disney en ser enviada al extranjero en vez de replicarse como las demás y en la segunda en ser trasladada a otro parque. El espectáculo, versionado al japonés, fue inaugurado en Tokyo Disneyland el 15 de abril de 1983 y estuvo operativo hasta el 25 de mayo de 2009, siendo reemplazado por la atracción Mickey's PhilharMagic, la cual constituye un homenaje a Mickey Mouse Revue. Desde entonces la práctica totalidad de las imágenes ha permanecido oculta y se desconoce si la atracción aún se conserva de manera íntegra ya que a día de hoy únicamente hay constancia de la existencia de 15 figuras, hallándose tan solo cuatro a la vista del público: Mickey Mouse, el Pato Donald, Panchito Pistolas y José Carioca. Respecto a la sede original del espectáculo, esta estuvo cerrada hasta la inauguración de Magic Journeys 3D el 15 de diciembre de 1987, atracción que sería retirada el 1 de diciembre de 1993 para dar paso al teatro de marionetas The Legend of the Lion King, espectáculo que estuvo operativo entre 1994 y 2002, debutando en 2003 Mickey’s Philharmagic.

## Descripción

### Recepción

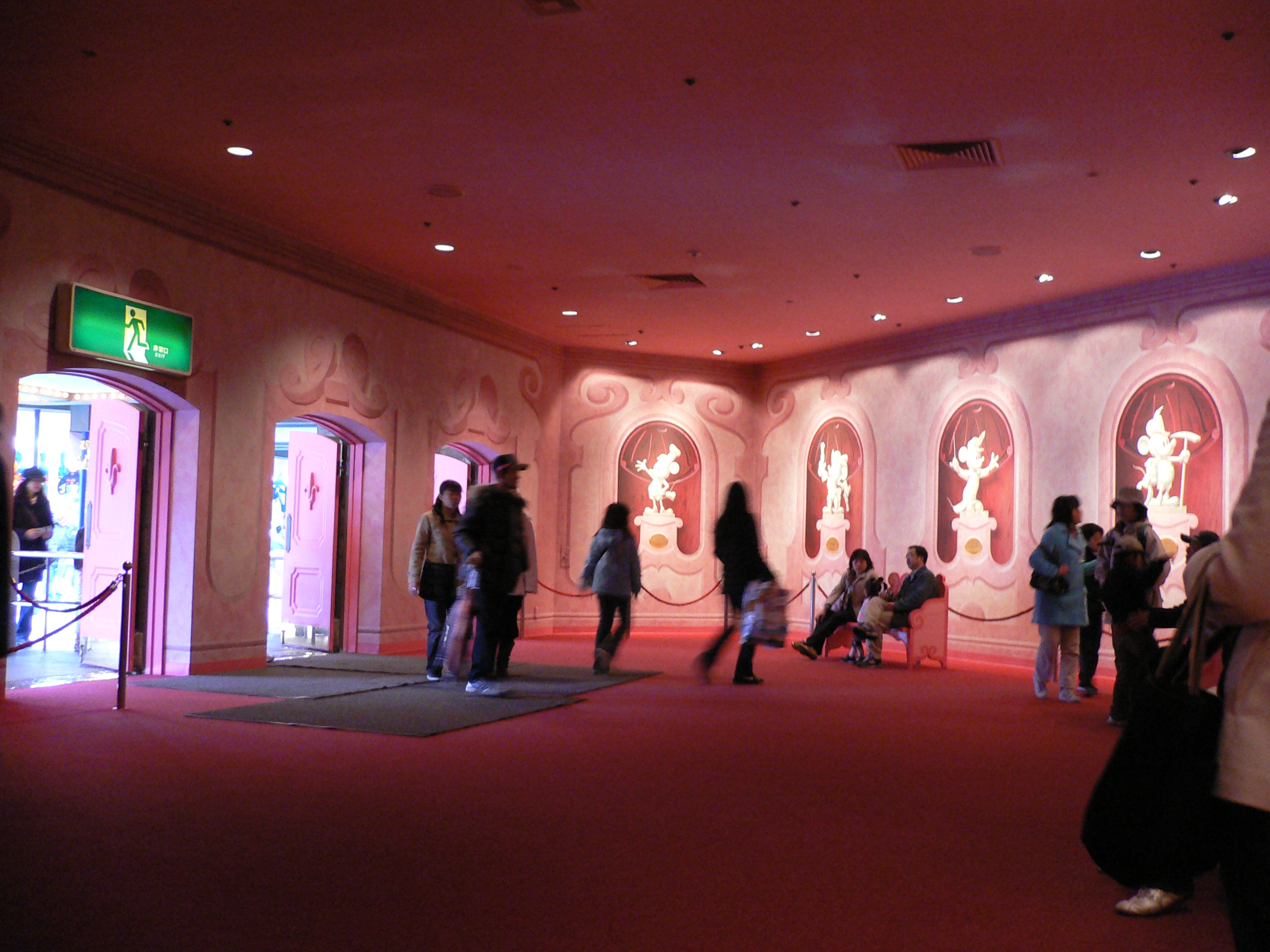
Recepción.

Previo al inicio de la función había una recepción en la que los invitados esperaban en una sala pintada en diversas tonalidades de rosa. Las paredes se hallaban decoradas con nueve trampantojos de Mickey con distintos disfraces procedentes de sus películas más famosas, apareciendo en uno de ellos acompañado de Minnie. Las pinturas simulaban estatuas de mármol dispuestas sobre pedestales, ocho de ellas en falsas hornacinas de medio punto, con cada una contando con una placa en la que se podían leer el título de la película de la que procedía la imagen y el año en que se estrenó: estas eran Steamboat Willie (1928), Two-Gun Mickey (1934), The Band Concert (1935), Alpine Climbers (1936), Mickey's Polo Team (1936), Brave Little Tailor (1938), The Pointer (1939), Sorcerer's Apprentice (1940) y The Nifty Nineties (1941). El público aguardaba en esta sala, equipada con baños separados para hombres y mujeres (cada uno con un cartel de Mickey y Minnie respectivamente), hasta que un miembro del personal indicaba la hora de acceder al acto previo a la función; en ese momento los espectadores entraban por un pequeño portal a una sala compuesta de varias plataformas de observación a distintas alturas, separadas por delgados rieles y sin asientos.

### Acto previo
Inmediatamente antes de la función tenía lugar un acto previo consistente en una película de ocho minutos de duración en la que se realizaba un recorrido por la carrera de Mickey y el uso del sonido en sus filmes, figurando, entre otros: Steamboat Willie, Mickey's Follies (1929), Orphan's Benefit (1934), The Band Concert, Thru the Mirror (1936), Lonesome Ghosts (1937), The Whalers (1938), Brave Little Tailor, The Pointer, Sorcerer's Apprentice y Fun and Fancy Free (1947). La primera parte del cortometraje era narrada por un espectrograma, recurso ya empleado en Fantasia (1940) y en The Three Caballeros (1944), donde el Pato Donald baila con un espectrograma una alocada canción latina. La última parte de la película se centraba en el papel de Mickey como anfitrión de los parques temáticos de Disney, mientras que la secuencia final se componía de una escena en acción real en la que figuraban personas disfrazadas de personajes de la factoría saliendo por la puerta principal del Castillo de la bella durmiente y bailando al ritmo de una animada versión de «Mickey Mouse March». Por último, Mickey aparecía en el centro de la escena e instaba al público a seguirle rumbo al teatro con las palabras: «Come along folks, it's time for the Mickey Mouse Musical Revue!» («¡Vamos amigos, es hora de la Revista Musical de Mickey Mouse!»).

### Función principal
| Personajes de la orquesta         | Instrumentos                                        |
| --------------------------------- | --------------------------------------------------- |
| Mickey Mouse                      | Batuta                                              |
| Minnie Mouse                      | Violín                                              |
| Pata Daisy                        | Violonchelo                                         |
| Pluto                             | Hi hat                                              |
| Goofy                             | Violín bajo                                         |
| Ludwing von Pato                  | Ukelele                                             |
| Huey, Dewey y Louie               | Trompeta                                            |
| Winnie the Pooh                   | Kazoo                                               |
| Piglet                            | Armónica                                            |
| Conejo                            | Flauta de émbolo                                    |
| Baloo                             | Flauta                                              |
| Rey Louie                         | Xilófono y tímpano                                  |
| Kaa                               | Su propia cola como si de una flauta se tratase     |
| Dumbo y Timothy Mouse             | Tuba                                                |
| Jaq y Gus                         | Trombón                                             |
| Sombrerero Loco y Liebre de Marzo | Clarinete bajo                                      |
| Lirón                             | Ninguno (se hallaba escondido en el clarinete bajo) |
| Abner Countrymouse                | Saxofón                                             |
| Monty Citymouse                   | Clarinete                                           |

| Canciones                                                                                           | Personajes                                    | Películas/programas                                                                                        |
| --------------------------------------------------------------------------------------------------- | --------------------------------------------- | --- |
| Obertura: «Heigh-Ho», «Whistle While You Work», «When You Wish Upon A Star» y «Hi-Diddle-Dee-Dee»   | Orquesta                                      | Snow White and the Seven Dwarfs (1937) y Pinocchio (1940)                                                  |
| «Who's Afraid of the Big Bad Wolf?»                                                                 | Los tres cerditos                             | Three Little Pigs (1933)                                                                                   |
| «I'm Wishing»                                                                                       | Blancanieves                                  | Snow White and the Seven Dwarfs (1937)                                                                     |
| «The Silly Song»                                                                                    | Los siete enanos y Blancanieves               | Snow White and the Seven Dwarfs (1937)                                                                     |
| «All in the Golden Afternoon»                                                                       | Alicia y las flores                           | Alice in Wonderland (1951)                                                                                 |
| «The Three Caballeros»                                                                              | Pato Donald, Panchito Pistolas y José Carioca | The Three Caballeros (1944)                                                                                |
| «Bibbidi-Bobbidi-Boo»                                                                               | Hada madrina                                  | Cinderella (1950)                                                                                          |
| «So This is Love»                                                                                   | Cenicienta y el príncipe                      | Cinderella (1950)                                                                                          |
| «Zip-A-Dee-Doo-Dah»                                                                                 | Br'er Fox, Br'er Rabbit y Br'er Bear          | Song of the South (1946)                                                                                   |
| «Mickey Mouse Club Alma Mater»                                                                      | Todos                                         | The Mickey Mouse Club (1955-1958)                                                                          |
| Final: «Casey Junior», «The Work Song», «Mickey Mouse March», «You Can Fly» y «A Spoonful of Sugar» | Ninguno (voces en off)                        | Dumbo (1941), Cinderella (1950), The Mickey Mouse Club (1955-1958), Peter Pan (1953) y Mary Poppins (1964) |

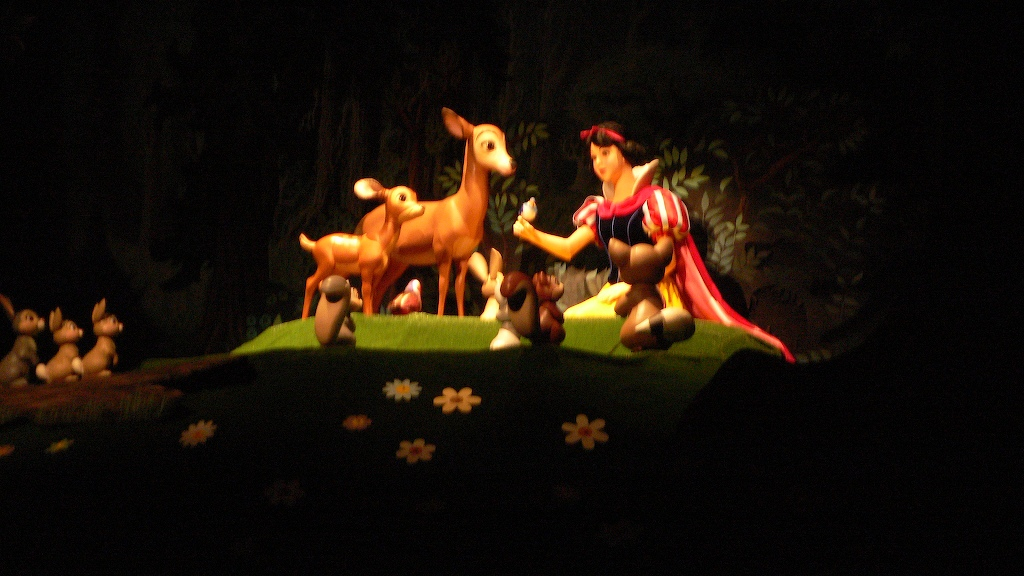
Figuras animatrónicas de Blancanieves y los animales del bosque.

Los espectadores entraban al teatro a través de una de las numerosas puertas automáticas de color rosa ubicadas a la izquierda de la pantalla donde se proyectaba el cortometraje. El teatro, de aspecto cavernoso, albergaba un total de trece filas de butacas frente al escenario; el proscenio se encontraba cubierto con un enorme telón rojo y flanqueado por dos escenarios más pequeños los cuales se asemejaban a palcos. Por su parte, en el centro del telón destacaba Mickey Mouse caracterizando las tradicionales máscaras representativas de la Tragedia y la Comedia. Una vez el público se hallaba sentado, una voz advertía de la prohibición de fumar durante el espectáculo.
La sala se oscurecía gradualmente y el sonido de una orquesta empezaba a escucharse al tiempo que se abría el telón. En el centro del escenario, Mickey, doblado por Jimmy MacDonald (quien también prestó su voz a los siete enanos junto con Dallas McKennon, siendo esta la única vez que MacDonald dobló a Mickey para una atracción), se alzaba sobre un pedestal rojo que emergía del foso, de donde surgía la orquesta formando un arco frente él; esta orquesta se hallaba integrada por un total de 23 figuras a lo largo de 10 metros y tocaba un popurrí de melodías famosas de Disney, empezando con «Heigh-Ho» y prosiguiendo con «Whistle While You Work», «When You Wish Upon a Star» y «Hi-Diddle-Dee-Dee». Tras el fin de la obertura, la tuba de Dumbo entonaba los primeros compases de «Who's Afraid of the Big Bad Wolf?» a medida que la sombra del lobo feroz caminaba sigilosamente a través de una cortina azul rumbo al centro del escenario, en cuya sección derecha otra cortina se levantaba para mostrar a los tres cerditos en la casa de ladrillo del cerdito práctico; los tres aparecían tocando instrumentos y cantando durante unos segundos su canción insignia antes de que la cortina se cerrase. Inmediatamente después se alzaba otra cortina en el centro del escenario y aparecía Blancanieves arrodillada en una ladera y acompañada de los animales del bosque cantando «I'm Wishing». Tras el término de esta parte del espectáculo, un área adyacente de la ladera se iluminaba mientras otra cortina subía para revelar a los siete enanos en su cabaña cantando «The Silly Song» con ayuda de Blancanieves, tras lo cual las cortinas de ambas secciones bajaban y subía otra en el extremo derecho del escenario; aquí aparecía Alicia rodeada de flores cantando «All in the Golden Afternoon».

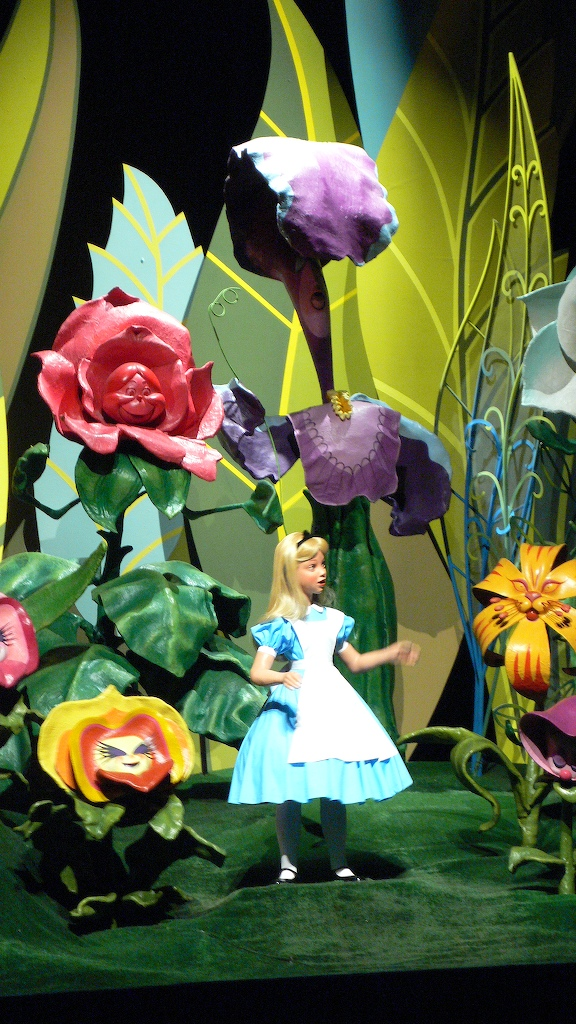
Figuras animatrónicas de Alicia y las flores.

El siguiente segmento del espectáculo correspondía al Pato Donald, Panchito Pistolas y José Carioca, siendo este el número más animado y cómico de todo el show. Los tres irrumpían sorpresivamente en escena y cantaban la canción «The Three Caballeros» mientras Panchito disparaba dos pistolas al aire, las cuales producían destellos. Al poco de comenzar la canción las luces se apagaban y, sin dejar de cantar, Panchito y José aparecían en un balcón situado a la derecha de los espectadores; casi de inmediato Panchito disparaba nuevamente sus armas y el destello de los disparos cruzaba rápidamente el escenario de derecha a izquierda y en ese instante se iluminaba otro balcón en el que figuraba el Pato Donald tocando unas maracas mientras la canción seguía sonando. Segundos después se oía otro disparo y un nuevo destello atravesaba el escenario de izquierda a derecha en dirección al anterior balcón, ahora ocupado nuevamente por el Pato Donald, para después escucharse otro disparo y verse otro destello dirigiéndose al balcón izquierdo, donde se podía ver a José y Panchito. Tras esto los tres volvían a aparecer en la plataforma inicial y finalizaban su segmento desapareciendo rápidamente.
En el extremo izquierdo del escenario una cortina de color rosa se alzaba para descubrir al hada madrina y a Cenicienta vestida de doncella y sujetando un cubo y una fregona. El hada cantaba «Bibbidi-Bobbidi-Boo» moviendo su varita mágica; al poco rato el foco que iluminaba la figura de Cenicienta se apagaba y se podían ver estrellas revoloteando en la oscuridad durante unos segundos, tras lo cual volvía la luz y se podía ver una nueva figura de Cenicienta vestida de princesa. Una vez terminada la canción se apagaban las luces para proyectarse las sombras del príncipe y Cenicienta bailando flanqueados por corazones la canción «So This is Love». Concluida la proyección, Br'er Fox, Br'er Rabbit y Br'er Bear surgían a la derecha de la orquesta poniendo fin al espectáculo con la canción «Zip-a-Dee-Doo-Dah». A medida que sonaba esta pieza, la orquesta emergía nuevamente del foso junto con el Pato Donald, Panchito Pistolas y José Carioca mientras las cortinas del escenario se elevaban y aparecían de nuevo todos los personajes, si bien tanto la casa de ladrillo de los tres cerditos como la cabaña de los enanos ya no se encontraban presentes, todo ello con el fin de integrar a los personajes en un gran mural representativo de un cielo luminoso que servía de fondo. A medida que el show terminaba, un arcoíris brillaba en el horizonte revelando un día soleado, tras lo cual el escenario se oscurecía a excepción de un pequeño foco que iluminaba a Mickey, cuyo pedestal giraba para mostrase de frente al público mientras los demás personajes entonaban «Mickey Mouse Club Alma Mater». Una vez desaparecían todas las figuras, Mickey ponía fin al show con las siguientes palabras: «Thank you, folks. That concludes our show. We hope you enjoyed it» («Gracias amigos. Con eso concluye nuestro espectáculo. Esperamos que lo hayan disfrutado»). Por último, Mickey dejaba escapar una pequeña carcajada para después hacer una reverencia al tiempo que se cerraba el telón.

## Legado

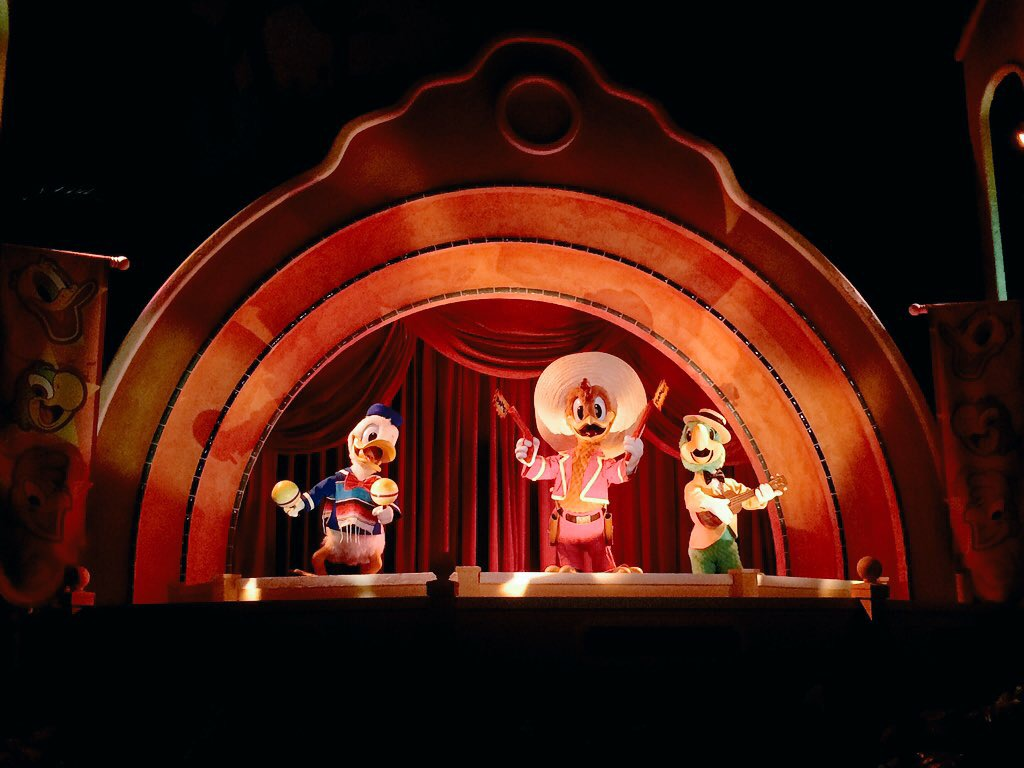
Figuras animatrónicas del Pato Donald, Panchito Pistolas y José Carioca en Gran Fiesta Tour Starring The Three Caballeros.

Mickey Mouse Revue se erige como una de las atracciones más emblemáticas de Walt Disney World pese a llevar varios años desaparecida. Su influencia llegó a ser tan alta que el primer logo de Walt Disney Home Video, utilizado entre 1978 y 1986, hacía uso de la silueta de la figura de Mickey Mouse (una variante del logo empleada en 1978 para conmemorar el 50.º aniversario de Mickey usaba esta misma silueta coloreada en rojo y con líneas azules). Del mismo modo, esta fue la primera atracción de un parque temático de Disney en contar con una figura animatrónica de Mickey y la única en poseer imágenes de este estilo de Mickey, Minnie, Pluto y la Pata Daisy hasta 2020, año en que se inauguró Mickey & Minnie's Runaway Railway. De las al menos 15 figuras que aún existen, solo cuatro se hallan expuestas al público: Mickey Mouse se conserva en The Walt Disney Archives y ha tenido el honor de formar parte de la exposición D23 Expo, mientras que el Pato Donald, Panchito Pistolas y José Carioca forman parte desde el 4 de diciembre de 2015 de la atracción Gran Fiesta Tour Starring The Three Caballeros, en la cual hacen acto de presencia al final con el objetivo de reemplazar las proyecciones anteriormente utilizadas de los tres personajes.
Respecto a la música, en 1971 se publicó un libro y LP titulado Mickey Mouse: This is My Life para promover la atracción, mientras que las canciones de la obertura aparecieron en la compilación The Magical Music of Walt Disney (1978), figurando por su parte la versión en japonés en Tokyo Disneyland Music Album (2001). Así mismo, Mickey’s Philharmagic alberga dos pósteres con imágenes de los tres cerditos y del Pato Donald, Panchito Pistolas y José Carioca a modo de homenaje, destacando por su parte la atracción Space Mountain, en cuya parte final un robot en un escritorio exhibe una serie de códigos, uno de los cuales es FL-MMR (Mickey Mouse Revue), que también aparece en el restaurante Jungle Navigation Co. LTD Skipper Canteen, concretamente en un libro sobre un estante con el título The 1871 Annual Review of Song by "M.M.R.". Sumado a lo anterior, la editorial Whitman publicó una edición impresa del espectáculo para todos aquellos que no tuviesen la posibilidad de verlo en persona, figurando el show a su vez en la colección Little Golden Books.